# Liste der Baudenkmäler in Prags
Die Liste der Baudenkmäler in Prags (italienisch Braies) enthält die 18 als Baudenkmäler ausgewiesenen Objekte auf dem Gebiet der Gemeinde Prags in Südtirol.
Basis ist das im Internet einsehbare offizielle Verzeichnis der Baudenkmäler in Südtirol. Dabei kann es sich beispielsweise um Sakralbauten, Wohnhäuser, Bauernhöfe und Adelsansitze handeln. Die Reihenfolge in dieser Liste orientiert sich an der Bezeichnung, alternativ ist sie auch nach der Adresse oder dem Datum der Unterschutzstellung sortierbar.

## Liste
| Foto |                 | Bezeichnung                                       | Standort                     | Eintragung                   | Beschreibung | Metadaten                                        |
| ---- | --------------- | ------------------------------------------------- | ---------------------------- | ---------------------------- | --- | ------------------------------------------------ |
| ja   | Datei hochladen | Erlöserkirche in Außerprags ID: 16537             | 46° 43′ 9″ N, 12° 7′ 47″ O   | 17. Okt. 1988 (BLR-LAB 6776) | Kirche | KG: Prags Bauparzelle: 1                         |
| BW   | Datei hochladen | Hansler ID: 16542                                 | 46° 43′ 28″ N, 12° 7′ 56″ O  | 17. Okt. 1988 (BLR-LAB 6776) | Ländliches Wohnhaus/Bauernhof | KG: Prags Bauparzelle: 107/1                     |
| ja   | Datei hochladen | Hotel Pragser Wildsee mit Marienkapelle ID: 16550 | 46° 41′ 56″ N, 12° 5′ 5″ O   | 17. Okt. 1988 (BLR-LAB 6776) | Hotel; die Kapelle befindet sich auf 46° 41′ 51,3″ N, 12° 5′ 1,7″ O.                                                                                                  | KG: Prags Bauparzelle: 254, 264                  |
| ja   | Datei hochladen | Kapelle auf der Plätzwiese ID: 16552              | 46° 39′ 14″ N, 12° 10′ 46″ O | 17. Okt. 1988 (BLR-LAB 6776) | Kapelle | KG: Prags Bauparzelle: 381                       |
| BW   | Datei hochladen | Kapelle beim Hansler ID: 16541                    | 46° 43′ 28″ N, 12° 7′ 59″ O  | 9. Mai 1950 (MD)             | Kapelle | KG: Prags Bauparzelle: 103                       |
| ja   | Datei hochladen | Kapelle in der Säge ID: 16551                     | 46° 43′ 16″ N, 12° 8′ 23″ O  | 17. Okt. 1988 (BLR-LAB 6776) | Kapelle | KG: Prags Bauparzelle: 297                       |
| BW   | Datei hochladen | Kapelle in Hofstatt ID: 16539                     | 46° 43′ 27″ N, 12° 8′ 26″ O  | 9. Mai 1950 (MD)             | Kapelle | KG: Prags Bauparzelle: 78                        |
| BW   | Datei hochladen | Kapelle in Maxbach ID: 16540                      | 46° 44′ 5″ N, 12° 8′ 11″ O   | 17. Okt. 1988 (BLR-LAB 6776) | Kapelle | KG: Prags Bauparzelle: 97                        |
| BW   | Datei hochladen | Kapelle in Plung ID: 16538                        | 46° 43′ 3″ N, 12° 8′ 33″ O   | 17. Okt. 1988 (BLR-LAB 6776) | Kapelle | KG: Prags Bauparzelle: 54                        |
| BW   | Datei hochladen | Messner ID: 16545                                 | 46° 42′ 59″ N, 12° 6′ 14″ O  | 17. Okt. 1988 (BLR-LAB 6776) | Ländliches Wohnhaus/Bauernhof | KG: Prags Bauparzelle: 150                       |
| BW   | Datei hochladen | Mooserstöckl ID: 16553                            | 46° 43′ 31″ N, 12° 7′ 31″ O  | 17. Okt. 1988 (BLR-LAB 6776) | Bildstock | KG: Prags Grundparzelle: 1569                    |
| ja   | Datei hochladen | Pfarrkirche St. Veit mit Friedhof ID: 16547       | 46° 42′ 55″ N, 12° 6′ 9″ O   | 17. Okt. 1988 (BLR-LAB 6776) | Kirche | KG: Prags Bauparzelle: 157 Grundparzelle: 2108/1 |
| BW   | Datei hochladen | Pfarrwidum ID: 16546                              | 46° 42′ 56″ N, 12° 6′ 13″ O  | 17. Okt. 1988 (BLR-LAB 6776) | Widum/Kanonikerhaus | KG: Prags Bauparzelle: 154                       |
| BW   | Datei hochladen | Schachen ID: 16544                                | 46° 43′ 5″ N, 12° 6′ 7″ O    | 17. Okt. 1988 (BLR-LAB 6776) | Ländliches Wohnhaus/Bauernhof | KG: Prags Bauparzelle: 137                       |
| ja   | Datei hochladen | St. Theobald in Bad Altprags ID: 16549            | 46° 42′ 26″ N, 12° 9′ 18″ O  | 17. Okt. 1988 (BLR-LAB 6776) | Kirche | KG: Prags Bauparzelle: 193/5                     |
| BW   | Datei hochladen | Stauder ID: 16543                                 | 46° 43′ 37″ N, 12° 7′ 33″ O  | 17. Okt. 1988 (BLR-LAB 6776) | Ländliches Wohnhaus/Bauernhof | KG: Prags Bauparzelle: 109                       |
| BW   | Datei hochladen | Thomaser ID: 16548                                | 46° 42′ 46″ N, 12° 5′ 58″ O  | 17. Okt. 1988 (BLR-LAB 6776) | Ländliches Wohnhaus/Bauernhof | KG: Prags Bauparzelle: 164                       |
| ja   | Datei hochladen | Werk Plätzwiese ID: 50452                         | 46° 38′ 30″ N, 12° 11′ 43″ O | 28. Aug. 2006 (BLR-LAB 3046) | Befestigungsanlagen; das Gebäude liegt genau auf der Gemeindegrenze zwischen Prags und Toblach, wo es als Bauparzelle 1026 eingetragen und unter Schutz gestellt ist. | KG: Prags Bauparzelle: 482                       |

Falls bei einem Baudenkmal keine Koordinaten bekannt sind, werden ersatzweise die Katasterdaten zum Zeitpunkt der Unterschutzstellung angegeben. Diese sind weder offiziell noch zwingend aktuell.
Die vom Landesdenkmalamt übernommenen Adressen können veraltet sein.
| Foto:   | Fotografie des Denkmals. Klicken des Fotos erzeugt eine vergrößerte Ansicht. Daneben finden sich zwei Symbole: |
| ID      | Identifikator beim Südtiroler Landesdenkmalamt                                                                 |
| KG      | Katastralgemeinde                                                                                              |
| MD      | Ministerialdekret                                                                                              |
| BLR-LAB | Beschluss der Landesregierung – Landesausschussbeschluss                                                       |